# Punkfunkrootsrock
Punkfunkrootsrock ist das 2011 erschienene zweite Studioalbum der britischen Band Man Raze.

## Entstehung
Punkfunkrootsrock wurde innerhalb von 12 Tagen in London aufgenommen. Der Titel des Albums geht auf eine Frage der Ehefrau des Gitarristen Phil Collen zurück, welche Musikrichtung auf dem Album vertreten sein würde; Schlagzeuger Paul Cook beantwortete die Frage mit „Punk, Funk und Rock“. Die Band entschied sich daraufhin, das Album Punkfunkrootsrock, geschrieben als ein Wort, zu nennen.
Am 31. Mai wurde die Single Over My Dead Body als Downloadversion auf iTunes veröffentlicht. Außerdem ist der Titel I, Superbiker auf dem Soundtrack des gleichnamigen Films enthalten.

## Gastmusiker
- Hollie Cook: Begleitgesang auf Closer to Me
- CJ Vanston: Keyboard auf All I Wanna Do
- „The West Heath Happy Clappers“: Klatschtöne auf Over My Dead Body[3]
- „The Movers and Shakers“: Percussion auf All I Wanna Do und Dog Bite[4]

## Rezeption
Das Magazin Rocks vergab vier von sechs möglichen Punkten und schrieb unter der Überschrift Argumente für den Strandurlaub:

„Die Personalien dieses kollektiven Zeitvertreibs von Phil Collen (eigentlich Gitarrist von Def Leppard), dessen Bass-Kollegen Simon Laffy aus steinzeitlichen Girl-Tagen und Sex-Pistols-Drummer Paul Cook muten auch im Jahr sieben nach Geschäftsaufnahme eigentümlich an. Musikalisch aber funktionieren Man Raze sehr gut und donnern auch mit ihrer zweiten LP schwerwiegende Argumente für ihr All-Star-Trio in die Waagschale. Ihre prall produzierten Lieder lehren Jimi Hendrix und Otis Redding die Kunst der Pop-Melodie (›All I Wanna Do‹) und strecken sich mehrfach nach The Police (›Closer To Me‹). Sie kreuzen King’s X und Cheap Trick mit Devin Townsends Oceanmachine (›Dreamland‹), nur um über einen lasziv bollernden Groove-Bass heftig in der Stimmung zu stürzen. Und ›I C U In Everything‹ klingt wie Type O Negative am neunten Urlaubstag am Strand bei einer warmen Brise. Alles kredenzt mit leichter Leppard-Schlagseite, bedingt durch deren deutliche Schule in Collens Gesangsdarbietung. Tolles Album.“

## Titelliste
1. 3:25 – Over My Dead Body – (Phil Collen, Simon Laffy, Paul Cook)
2. 3:01 – I C U In Everything – (Phil Collen, Simon Laffy, Paul Cook)
3. 3:46 – All I Wanna Do – (Phil Collen, Simon Laffy, Paul Cook)
4. 3:54 – Closer To Me – (Phil Collen, Simon Laffy, Paul Cook)
5. 2:48 – Lies – (Phil Collen, Simon Laffy, Paul Cook)
6. 3:05 – Get Action – (Phil Collen, Simon Laffy, Paul Cook)
7. 5:03 – Edge Of The World – (Phil Collen, Simon Laffy, Paul Cook)
8. 3:44 – Dreamland – (Phil Collen, Simon Laffy, Paul Cook)
9. 3:22 – Fire – (Jimi Hendrix)
10. 2:58 – I, Superbiker – (Phil Collen, Simon Laffy, Paul Cook)
11. 4:09 – Bittersweet – (Phil Collen, Simon Laffy, Paul Cook)
12. 4:05 – Dogbite (Instrumental) – (Phil Collen, Simon Laffy, Paul Cook)